# 석조전
석조전(石造殿)은 덕수궁의 서양식 건물이다. 대한제국기 동안에 지어진 것으로, 한국에서 가장 오래된 신고전주의 양식의 석조 건물이다.
구한말 총세무사 브라운의 권유로 영국 사람 하딩(J. R. Harding)이 설계했다. 심의석(한국인), 사바틴(러시아인), 오가와(일본인), 데이비슨(영국인) 등이 감독으로 1900년 기공하여 1909년 준공했다. 정면 54m, 너비 31m의 3층 석조 건물로 지어졌다. 그리스 건축을 조형(祖型)으로 르네상스 양식을 가미한 이른바 콜로니얼 스타일(식민지 양식) 건물로서 같은 모양의 건물이 18세기 이후 영국 식민지의 여러 곳에 세워진 바 있다.
대한제국의 고종황제가 집무실과 외국사신들의 접견실로 사용할 목적에서 지어졌는데, 지층는 시종들이 대기하고, 1층 황제의 접견실, 2층 황제와 황후의 침실과 응접실로 사용되었다. 석조전의 정원으로 영국인 하딩의 설계로 같은 기간에 서양식 정원과 분수대가 세워졌다. 석조전은 해방 후에는 국립박물관으로 사용되기도 하였고, 궁중유물전시관이 있었으나 경복궁 자리로 이전하였다. 이후 2014년 복원공사가 끝나고 10월 13일에 석조전 대한제국역사관으로 개관하였다.

## 역사
석조전 건축에 대한 기록은 석조전의 건축을 감독한 영국인 데이비슨의 증언을 채록한 오다 쇼고에 의해 알려져 있다.
석조전은 대한제국 총세무사였던 존 맥리비 브라운(John McLeavy Brown, 栢卓安)가 계획하였다. 처음에는 경희궁 안에 지을 예정이었으나 이후 총세무사의 건의로 현재 덕수궁 경내에 건축하기로 계획을 변경하였으며, 1897년 3월에 사전조사를 실시하였다.
설계는 영국인 건축가 하딩(G.R. Harding)이 맡았고, 내부는 영국인 건축가 로벨(Mr. Lovell)이 맡았다. 처음에는 화강석을 먼저 채취하여 동대문 밖의 채석(採石) 장소로 옮겼으며, 기초 공사는 한국인 건축가 심의석(沈宜碩)이 감독했다. 이어서 오쿠라도보쿠구미(大倉土木組)에서 건축 작업을 맡았고, 일본인 감독의 인솔하에 두 명의 일본인 기사가 공사를 진행했다. 1905년부터는 데이비슨(Davidson, H. W.)이 모든 책임을 지고 감독하기 시작했는데, 2층까지 거의 완성된 시점이었다.
영국인 기술자 로벨(Mr. Lovell)은 1907년부터 내부 공사를 시작했다. 이 때 배관 등 난방 시설 및 전등 장치는 영국 런던의 크리탈(Crittall & Co.)에서, 가구 등 내부장식은 마찬가지로 영국 런던의 메이플(Messrs Maple & Co.)에서 맡았다. 1909년(융희 3년)에 건물이 완성되었으며, 왕실에는 1910년(융희 4년) 8월에 인계되었다.
정원 역시 1910년에 완성되었다. 너도밤나무, 칠엽수, 왕벚나무, 월계수, 철쭉을 외국에서 들여와 심어 놓았으나 월계수와 철쭉 이외에는 모두 고사하였다. 본전 건축에 필요한 모든 경비는 처음에는 총무사(總務司)가 94만 원, 그 후에는 메가다(目賀田) 고문이 35만 원, 전후 합쳐서 약 129만 원을 지출했다.

## 특징
당시 경운궁 내에 서양식 건물은 돈덕전, 구성헌, 정관헌, 중명전이 있었으나 모두 중국 벽돌로 지은 것이었다. 오직 석조전만이 화강석으로 지어졌으며, 그 양식 또한 르네상스식으로 특별한 지위를 가졌다.